# Distrito electoral de Cobden 2
Cobden District 2 Precinct es una subdivisión territorial del condado de Union, Illinois, Estados Unidos. Según el censo de 2020, tiene una población de 1294 habitantes.
De los 102 condados del estado de Illinois, 17 (entre ellos, el condado de Union) están subdivididos en "precintos". Los restantes condados están subdivididos en townships. A pesar de esta distinción, a veces también se hace referencia a los precintos como civil townships.  
A diferencia de los precintos electorales, estos precintos no están necesariamente restringidos a un solo distrito electoral. En cambio, sirven como subdivisiones del condado. No deben ser confundidos, por lo tanto, con distritos electorales.

## Geografía
La subdivisión está ubicada en las coordenadas 37°33′17″N 89°16′25″O / 37.55472, -89.27361. Según la Oficina del Censo, tiene una superficie total de 49.20 km², de los cuales 48.87 km² corresponden a tierra firme y 0.33 km² están cubiertos de agua.

## Demografía
Según el censo de 2020, hay 1294 personas residiendo en la zona. La densidad de población es de 26.48 hab./km². El 80.37% de los habitantes sonblancos, el 0.70% son afroamericanos, el 2.47% son amerindios, el 0.23% son asiáticos, el 0.15% son isleños del Pacífico, el 4.10% son de otras razas y el 11.98% son de una mezcla de razas. Del total de la población, el 16.00% son hispanos o latinos de cualquier raza.